# إدوارد تيلر
إدوارد تيلر ((بالمجرية: Teller Ede)‏; 15 يناير , 1908 9 سبتمبر, 2003) كان فيزيائي نظري مجري أمريكي المولد الذي، على الرغم من انه ادعى انه لم يهتم بالحصول على اللقب، ومن المعروف بالعامية باسم «أبالقنبلة الهيدروجينية». فقد قدم إسهامات عديدة في مجال الفيزياء النووية والفيزياء الجزيئية، والفيزياء المطيافية (على وجه الخصوص، تأثير رينر-تيللر وتأثير رينر-تيللر) وفيزياء السطوح. وتمديداته لنظرية إنريكو فيرمي حول تحلل بيتا، في شكل ما يسمى إنتقال جامو-تيللر، قدم منطلقا مهما في تطبيقه، في حين أن تأثير رينر-تيللر ونظرية براوناور-إيميت-تيللر(BET) قد احتفظت بصياغتها الأصلية ولا تزال من الدعائم الأساسية في الفيزياء والكيمياء. مساهمات تيللر التي قدمت أيضا إلى نظرية توماس فيرمي، والسلائف من نظرية الكثافة الوظيفية، أداة الحديثة القياسية في ميكانيكا الكم التي تعاتج الجزيئات المعقدة. في عام 1953، جنبا إلى جنب مع نيكولاس متروبوليس ومارشال روزنبلوت، تيللر شارك في تأليف ورقة وهي نقطة انطلاق قياسية للتطبيقات من طريقة مونت كارلو إلى الميكانيكا إحصائية.

## وفاته
توفي العالم الكبير في التاسع من سبتمبر عام 2003 في ستانفورد في ولاية كاليفورنيا.

## روابط خارجية
- إدوارد تيلر على موقع IMDb (الإنجليزية)
- إدوارد تيلر على موقع الموسوعة البريطانية (الإنجليزية)
- إدوارد تيلر على موقع مونزينجر (الألمانية)
- إدوارد تيلر على موقع ميوزك برينز (الإنجليزية)
- إدوارد تيلر على موقع إن إن دي بي (الإنجليزية)